# Sèrie 63.000 de FGC
La sèrie 63.000 de Ferrocarrils de la Generalitat de Catalunya estava formada per 86 vagons de dos eixos destinats al transport de clorur de potassi (potassa) i de clorur de sodi (sal comuna). Van ser posats en servei entre els anys 1986 i 1987 i van circular a la xarxa de línies amb vía d'ample mètric coneguda com a línia Llobregat-Anoia. Van ser retirats del servei l'any 2017.

## Història

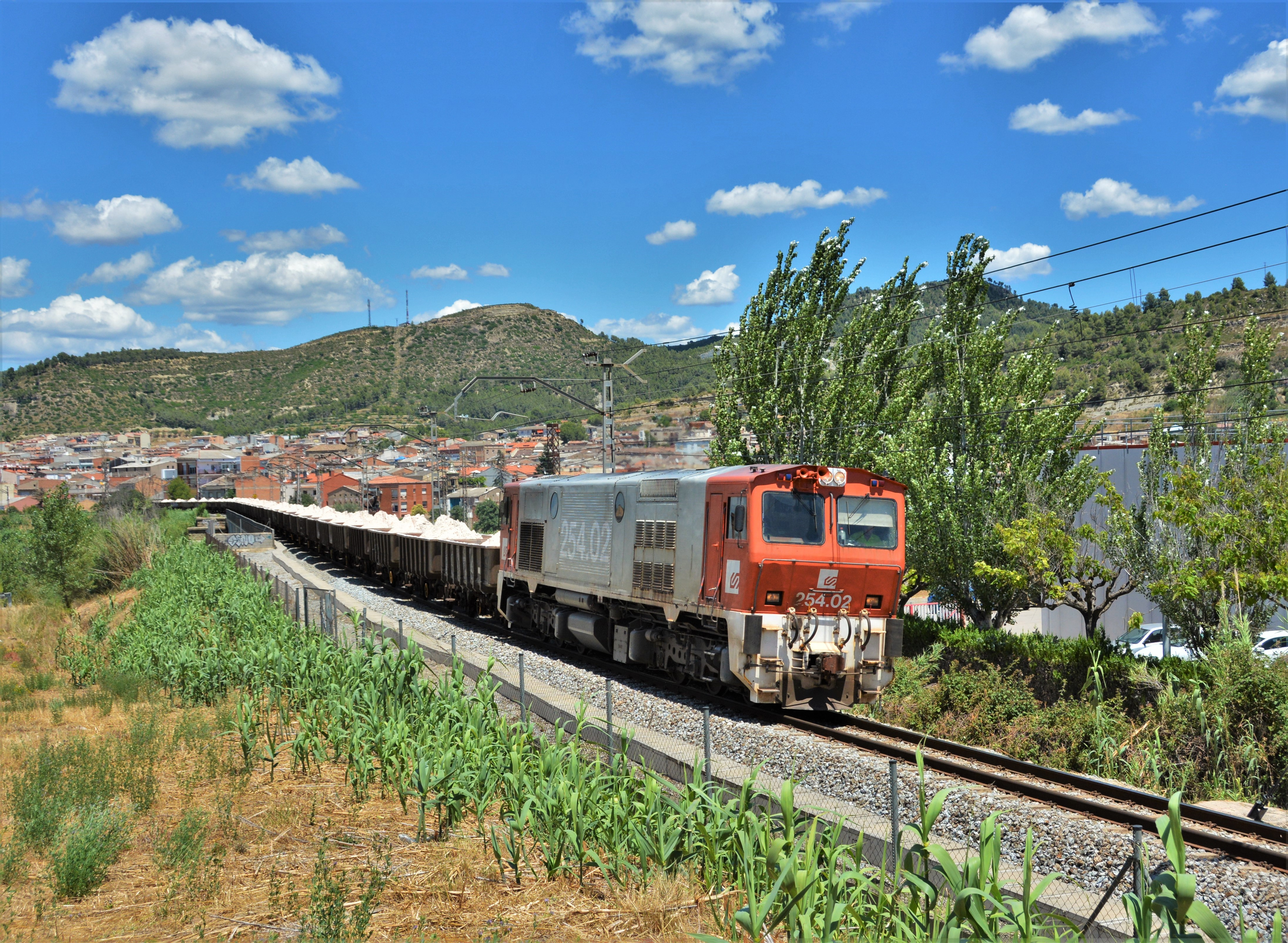

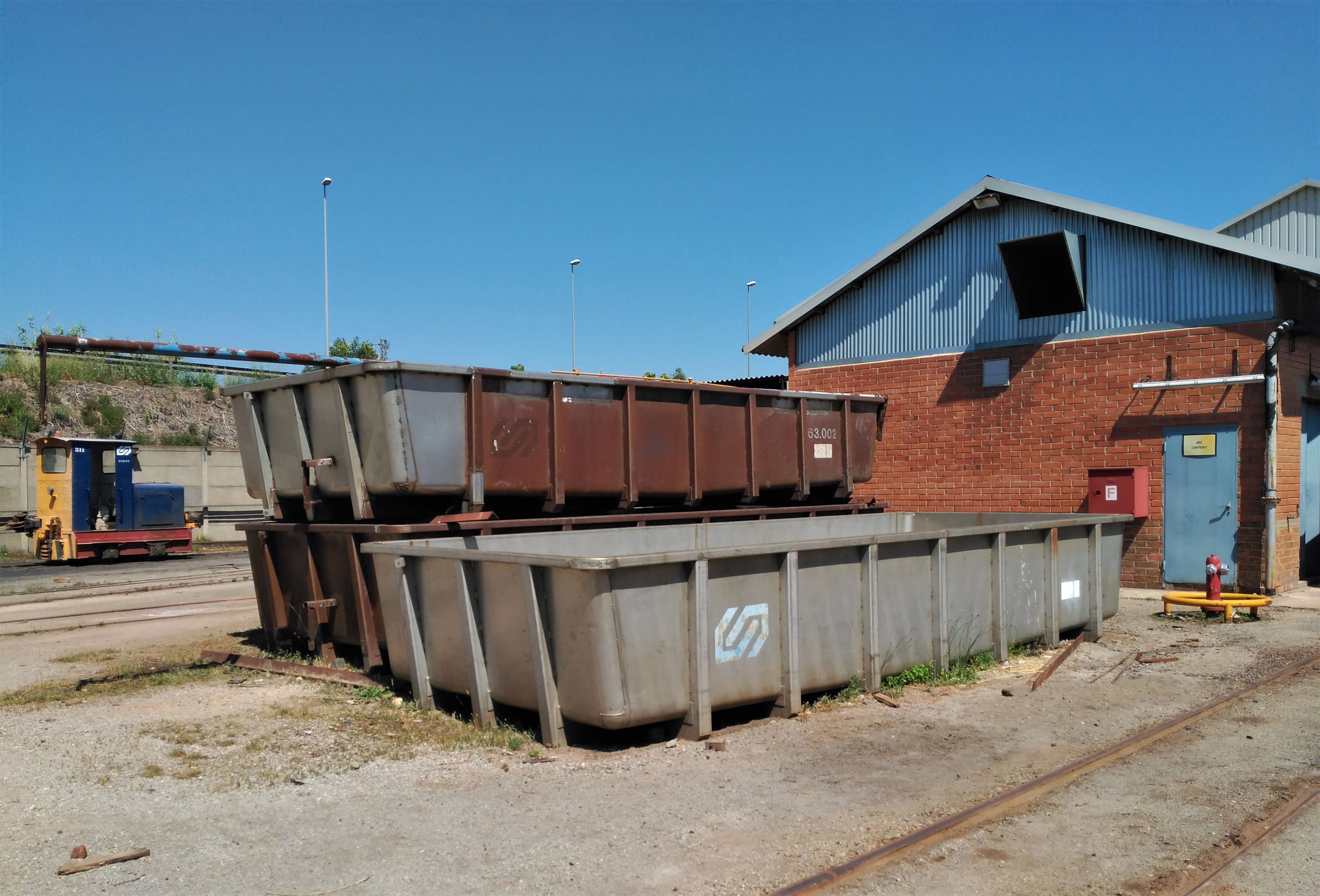

Dins del pla de modernització de les seves instal·lacions i material, a mitjans dels anys vuitanta FGC també va escometre la posada al día del seus serveis de mercaderies, tant millorant les instal·lacions (variant del ramal de Sallent i la nova línia de Sant Boi al port de Barcelona, posats en servei l'any 1985), com renovant el parc de vagons i locomotores. Els primers vehicles nous van ser els 86 vagons bolcadors de la sèrie 63.000, que varen ser fabricats per CAF. El contracte va suposar la construcció de 86 vagons complets (bastidor i caixa), a més de tres caixes de recanvi, amb la intenció de poder substituir-les ràpidament donat que es pensava que seria la part del vagó que més patiria l'òxid derivat dels materials transportats. Els primers vehicles es van posar en servei a la primavera de l'any 1986, essent entregats pel fabricant els darrers l'any 1987, i van substituir els vagons de vores mitjanes amb caixes de fusta i metàl·liques de les sèries M, MS i O.
En un principi, els vagons de la sèrie 63.000 es destinaren al transport de potassa entre Súria i el port de Barcelona. Eren remolcats per locomotores dièsel de les sèries 700 i 1000. Donat que aquestes locomotores encara disposaven dels enganxalls convencionals (topall central i cargol), als extrems de cada composició de vagons 63.000 s'acoblaven dos vagons de l'antiga sèrie M, modificats amb un enganxall de cada tipus a cada testera (AAR Alliance en un costat, convencional a l'altre).
No va ser fins a la posada en servei de les locomotores dièsel de la sèrie 254 l'any 1991, que aquests vagons van començar a prestar els serveis pels quals es varen construir, que era el transport de sal comuna entre Súria i les instal·lacions industrials de Solvay a Martorell. Normalment, cada tren estava format per 40 vagons, amb un pes brut de 1.200 tones, una càrrega de 900 tones, i una longitud de 345 metres, locomotora inclosa. Des de llavors, el servei va anar variant segons la demanda de transport de sal. La sal era utilitzada a Solvay per a la producció de dicloroetà, utilitzat en la fabricació del VCM i del clorur de polivinil (PVC).
Com a màxim, es feien tres trens diaris: un al matí, un altre a la tarda, i un altre a la nit. Durant aquest temps, els vagons circulaven en dues composicions de 40 vagons (anomenats cicles), restant els altres sis en reserva o en manteniment. A l'inici d'un servei, una locomotora remolcava un cicle de vagons buits de Manresa Alta fins a l'estació de Súria. Allà es maniobrava la composició, i se'n feien tres o quatre talls, que es baixaven empesos fins a la via de càrrega dins de les instal·lacions de la mina de Súria. Una màquina amb pala carregadora omplia els vagons amb la sal, que després eren de nou pujats a l'estació de Súria. Un cop estaven carregats els 40 vagons, es formava el tren i la locomotora el remolcava fins a la factoria de Solvay a Martorell. Allà, la locomotora deixava la composició carregada i s'acoblava a l'altre cicle, que estava buit, i el pujava de nou fins a Manresa Alta, per començar un altre servei. A Martorell, una locomotora dièsel de la sèrie 700/1000 maniobrava els vagons per passar-los per la màquina volcadora, fent així la descàrrega de la sal.
A la segona dècada del segle xxi, aquest transport va començar un lent declivi, que es va anar accentuant amb el pas del temps. Per aquest motiu, davant de la menor demanda de transport, l'any 2015 es varen donar de baixa 27 vagons, dels quals se'n desballestaren 17 el 2016, donat que normalment ja circulava només un tren diari dels tres amb que va començar aquest servei. L'any 2016 se'n van donar de baixa tres vagons més, quedant en servei només 56.
Dins de la instal·lació d'Inovyn (nou propietari de la planta de Solvay a Martorell), el dicloroetà es fabricava a partir del clor produït amb tecnologia de mercuri. Donat que aquesta és una tecnología contaminant prohibida per la Directiva d'Emisions Industrials de la Unió Europea, Inovyn va tancar la producció pròpia de dicloroetà (importat des de llavors en vaixells), motiu pel qual ja no necessitava la sal transportada per FGC. Això va posar punt final als trens que transportaven aquest producte. El darrer tren amb vagons de la sèrie 63.000 carregats va circular el divendres 30 de juny de 2017, entre Súria i Martorell. Posteriorment, els vagons es varen apartar, la majoria d'ells a les vies de l'estació de Manresa Alta. Finalment, el 17 de desembre de 2018 es van transportar a l'apartador de Sallent, on varen ser ràpidament desballestats 57 vagons. També es varen desballestar, al taller de Martorell Enllaç, les tres caixes de recanvi. S'ha preservat el vagó 63.039 com a material històric, per la seva exposició en un futur museu.
A continuació es detallen les tones netes de sal transportades per aquests vagons durant els darrers vint anys de servei. Es pot observar el declivi d'aquest transport a partir de l'any 2008, accentuat des del 2012.
| Any  | Tones   | Any  | Tones   | Any  | Tones   | Any  | Tones   |
| ---- | ------- | ---- | ------- | ---- | ------- | ---- | ------- |
| 1998 | 338.660 | 2003 | 335.661 | 2008 | 286.760 | 2013 | 222.683 |
| 1999 | 347.580 | 2004 | 349.781 | 2009 | 248.920 | 2014 | 177.507 |
| 2000 | 331.280 | 2005 | 291.840 | 2010 | 293.440 | 2015 | 128.790 |
| 2001 | 313.360 | 2006 | 358.240 | 2011 | 301.340 | 2016 | 130.640 |
| 2002 | 345.460 | 2007 | 351.540 | 2012 | 215.000 | 2017 | 74.880  |

## Descripció tècnica

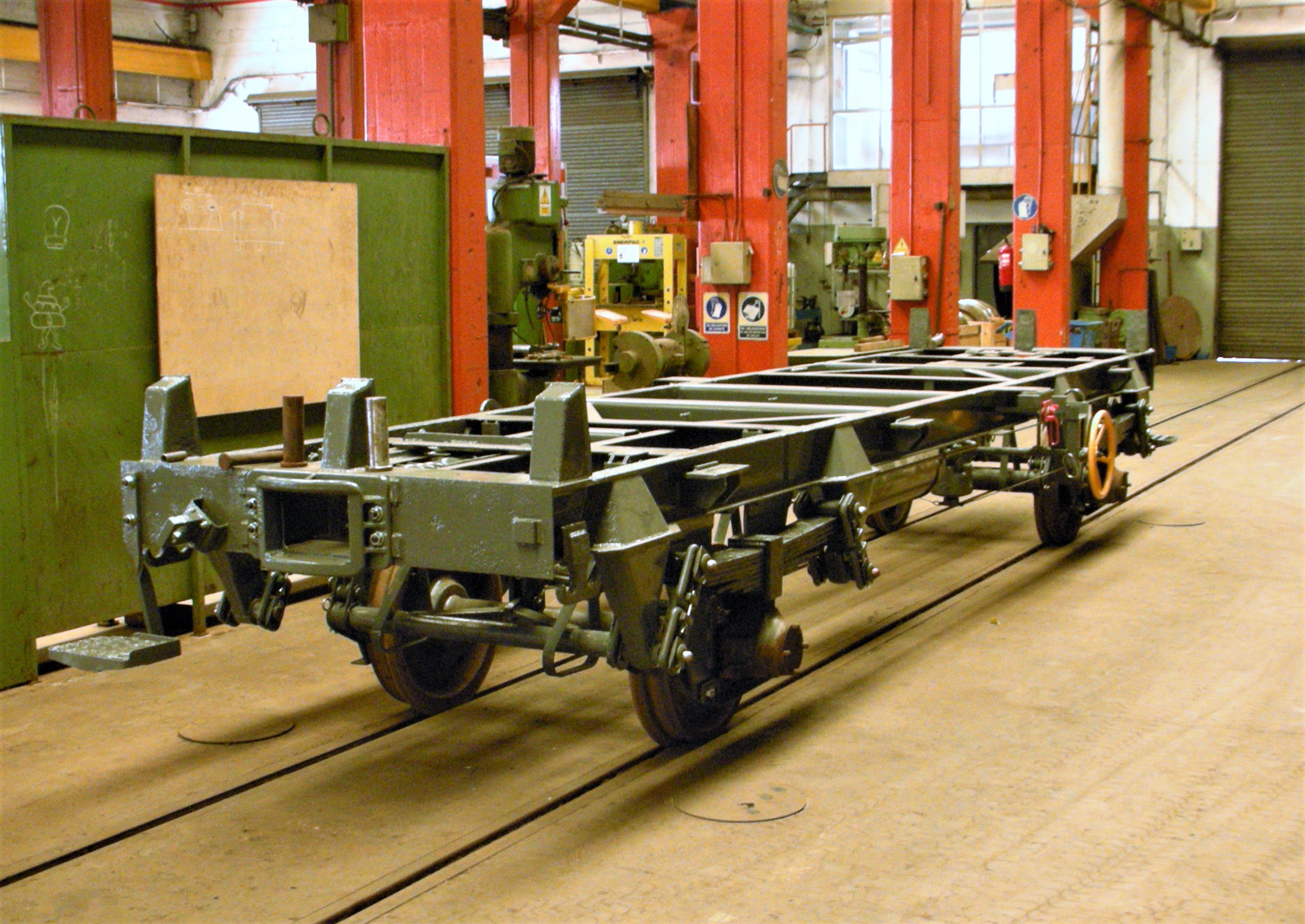

Els vagons eren del tipus "obert", amb una caixa sense sostre ni tapa. La càrrega del mineral es feia mitjançant màquines amb pales carregadores. Per la descàrrega, cada vagó es desacoblava de la composició i es maniobraba dins d'un aparell bolcador, que el subjectava lateral i superiorment, i el girava sobre l'eix horitzontal per tal de bolcar-lo i fer caure la seva càrrega sobre un fossat.
Els vagons estaven formats per un bastidor d'acer, recolzat sobre dos eixos independents. Aquests eixos disposaven de suspensió primària amb ballestes. A les testeres del bastidor se situaven els enganxalls AAR-Alliance. Sobre el bastidor es cargolava la caixa de transport, construïda amb acer inoxidable especial per augmentar la resistència a la corrosió (acer austenític 316L, aliat amb crom, níquel i molibdè, de baix contingut en carboni).
Tenien dos sistemes de fre. El fre de servei era del tipus UIC, accionat amb aire comprimit a través de la canonada general de fre, alimentada a 5 kg/cm². Cada vagó estava equipat amb un distribuïdor Knorr KE, amb canviador de règim blocat en P (règim viatgers) i canviador de potència auto-continu, amb vàlvula de pesada situada en un eix, que variaba l'esforç de frenada en funció de la càrrega. L'esforç de fre l'exercia un únic cilindre el qual, mitjançant la timoneria (amb regulador automàtic, per compensar el desgast de les sabates de fre), accionava dos sabates de fre sintètiques tipus K sobre cada roda. El segon sistema de fre era el d'estacionament, accionat mitjançant dos volants solidaris, situats cadascun a cada costat del vagó. Actuaba sobre la timoneria a la sortida del cilindre de fre i, per tant, sobre totes les rodes.
Cada vagó tenia una tara de 7,5 tones, admetia una càrrega màxima de 22,5 tones (pes màxim per eix de 15 tones) i el volum de càrrega de les caixes era de 17,2 m³. La velocitat màxima era de 60 km/h. Els bastidors dels vagons estaven numerats del 63.001 al 63.086. Quan s'intercanviaven durant les operacions de manteniment, cada caixa adoptava el número del bastidor al que quedava collada.